# Stazione di Cisterna di Latina
Stazione di Cisterna di Latina vasútállomás Olaszországban, Cisterna di Latina településen.

## Vasútvonalak
Az állomást az alábbi vasútvonalak érintik:
- Róma–Formia–Nápoly-vasútvonal

## Kapcsolódó állomások
A vasútállomáshoz az alábbi állomások vannak a legközelebb:
- Carano railway stop
- Stazione di Latina